# انتخابات پارلمانی ۲۰۲۰ اسلواکی
انتخابات پارلمانی ۲۰۲۰ اسلواکی (انگلیسی: 2020 Slovak parliamentary election) در ۲۹ فوریه ۲۰۲۰ در اسلواکی برای انتخاب ۱۵۰ عضو شورای ملی برگزار شد. حزب مردم عادی به رهبری ایگور ماتوویچ در ائتلاف با سه حزب راست میانه دیگر موفق شد ائتلاف حاکم به رهبری پیتر پلگرینی و گرایش سوسیال دموکراسی را شکست دهد.